# Football Club Groningen 2019-2020
Questa voce raccoglie le informazioni riguardanti lo  Football Club Groningen  nelle competizioni ufficiali della stagione 2019-2020.

## Rosa
Aggiornata al 29 settembre 2019.
| N. |                                 | Ruolo | Calciatore                |
| -- | ------------------------------- | ----- | ------------------------- |
| 1  | Paesi Bassi (bandiera)          | P     | Sergio Padt               |
| 3  | Paesi Bassi (bandiera)          | D     | Bart van Hintum           |
| 4  | Paesi Bassi (bandiera)          | D     | Mike te Wierik (capitano) |
| 5  | Bosnia ed Erzegovina (bandiera) | D     | Samir Memišević           |
| 6  | Paesi Bassi (bandiera)          | C     | Azor Matusiwa             |
| 8  | Germania (bandiera)             | C     | Sam Schreck               |
| 9  | Paesi Bassi (bandiera)          | A     | Kaj Sierhuis              |
| 10 | Svezia (bandiera)               | C     | Ramon Pascal Lundqvist    |
| 11 | Svezia (bandiera)               | A     | Joel Asoro                |
| 14 | Marocco (bandiera)              | C     | Mohamed El Hankouri       |
| 15 | Svezia (bandiera)               | C     | Gabriel Gudmundsson       |
| 16 | Paesi Bassi (bandiera)          | P     | Jan Hoekstra              |
| 17 | Giappone (bandiera)             | D     | Kō Itakura                |
| 18 | Marocco (bandiera)              | C     | Ahmed El Messaoudi        |

| N. |                        | Ruolo | Calciatore               |
| -- | ---------------------- | ----- | ------------------------ |
| 19 | Danimarca (bandiera)   | A     | Nicklas Strunck Jakobsen |
| 20 | Paesi Bassi (bandiera) | D     | Amir Absalem             |
| 21 | Paesi Bassi (bandiera) | D     | Django Warmerdam         |
| 22 | Paesi Bassi (bandiera) | C     | Michael Breij            |
| 23 | Australia (bandiera)   | C     | Ajdin Hrustic            |
| 26 | Paesi Bassi (bandiera) | C     | Daniël van Kaam          |
| 27 | Paesi Bassi (bandiera) | A     | Thijs Dallinga           |
| 28 | Paesi Bassi (bandiera) | D     | Tapmahoe Sopacua         |
| 29 | Paesi Bassi (bandiera) | A     | Romano Postema           |
| 32 | Paesi Bassi (bandiera) | P     | Marco van Duin           |
| 35 | Curaçao (bandiera)     | A     | Charlison Benschop       |
| 42 | Paesi Bassi (bandiera) | D     | Deyovaisio Zeefuik       |
|    | Paesi Bassi (bandiera) | P     | Jan de Boer              |